# Museu do Carro Elétrico

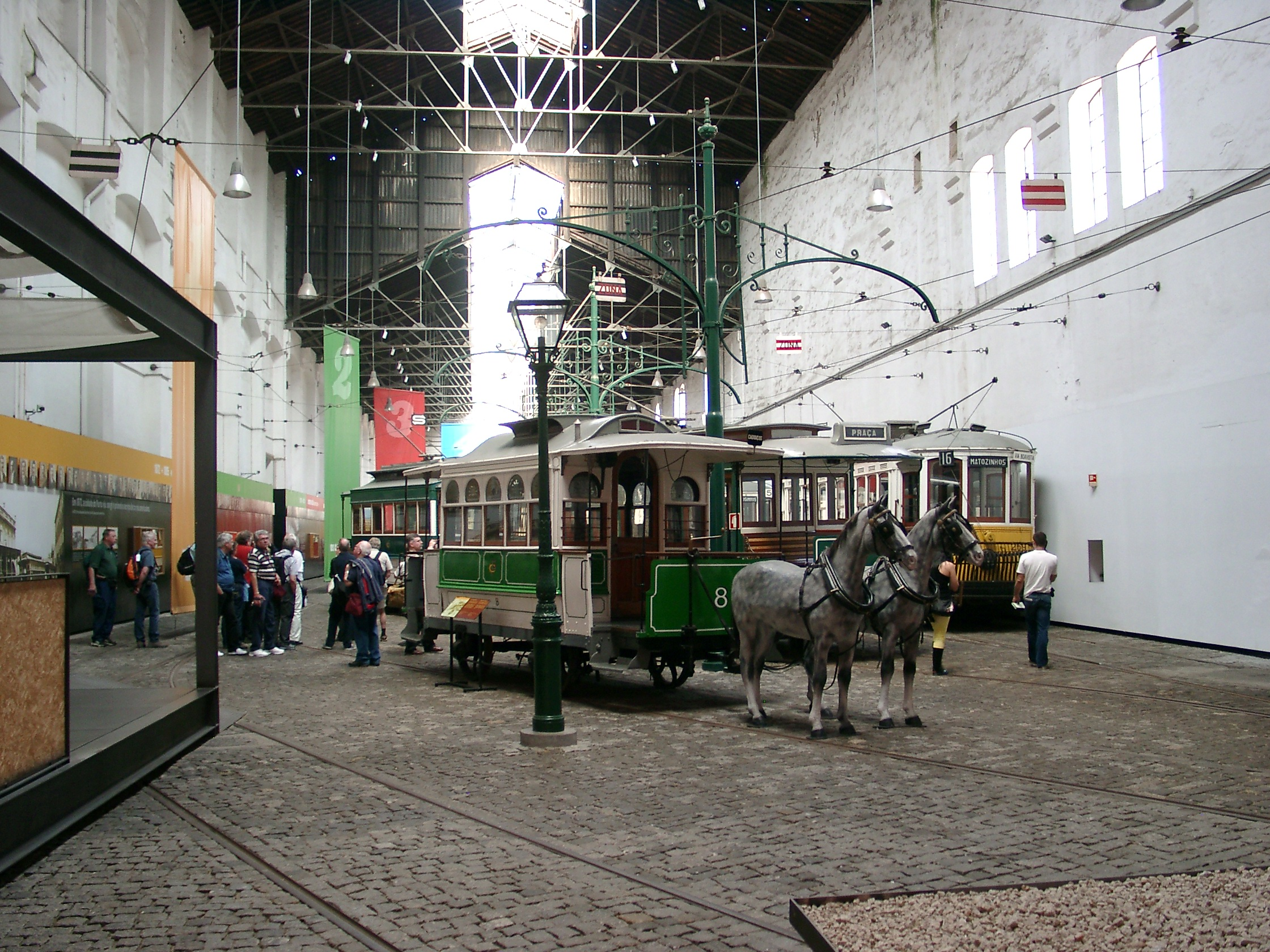
Aspeto do interior do museu.

O Museu do Carro Eléctrico é um museu da Sociedade de Transportes Colectivos do Porto, detentor de uma coleção de carros eléctricos, atrelados e veículos.
Foi inaugurado em Maio de 1992 e está instalado na antiga central termo-eléctrica de Massarelos, no Porto, em Portugal. Expõe material referente à história do transporte coletivo de tração elétrica sobre carris nesta cidade.
O espólio pertencente ao museu dispõe de 16 carros eléctricos, 5 carros atrelados, 2 carros automóveis de apoio aos carros eléctricos. Todos os anos é organizado um desfile de algum deste material na linha entre Massarelos e o Passeio Alegre.
Este museu foi gabado em 1996 como «um dos melhores da Europa, se não do mundo» por Nélson Oliveira, à época vice-presidente da Associação Portuguesa dos Amigos dos Caminhos de Ferro (APAC).

## Atualidade
O arquiteto alemão Thomas Kroger venceu, em junho de 2010, o concurso de ideias lançado pela STCP para a requalificação do Museu do Carro Elétrico, apresentando um projeto orçado em 8,6 milhões de euros que conta com apoios do Quadro de Referência Estratégico Nacional.[carece de fontes?]
O museu reabriu em 28 de novembro de 2015 após um investimento de um milhão de euros ter resolvido os problemas que ditaram o seu encerramento em dezembro de 2012.